# Риаскос, Брайан
Хосе Брайан Риаскос Валенсия (исп. José Brayan Riascos Valencia), известный как Брайан Риаскос ― колумбийский футболист, нападающий узбекистанского клуба «Пахтакор».

## Клубная карьера
17 февраля 2013 года в матче чемпионата Паулисты Серия А3 (Campeonato Paulista Série A3) дебютировал в профессиональном футболе за бразильский «Фламенго-СП», уступив «Новуризонтино» со счетом 1:2.
В 2014 году выступал за португальский клуб «Трофенсе» во втором португальском дивизионе. Позже ненадолго вернулся в Латинскую Америку, где представлял бразильские «Фламенго» (Гуарульюс) и «Брагантино» и колумбийский «Атлетико Уила». В сезоне 2017/18 был игроком «Оливейренсе» и отличился 11 забитыми мячами во второй португальской лиге, став 8-м в списке бомбардиров. С 2018 по 2021 Риаскос играл за «Насьонал», причём в первом его сезоне клуб выступал в чемпионате Португалии, но занял 17-е место и вылетел из него, а в следующем году выиграл титул в «Сегунде» (в ходе этого сезона Риаскос забил 11 голов в 22 матчах) и вернулся в высший дивизион.
25 июня 2021 года бразилец перешёл в харьковский «Металлист», подписав с украинским клубом двухлетний контракт. 26 июля он дебютировал за новую команду, а 14 августа в матче с донецким «Олимпиком» впервые забил за харьковчан, оформив дубль, причём его голы помогли «Металлисту» одержать победу над соперником со счётом 2:1. За это нападающий был удостоен звания лучшего игрока тура. В ноябрьской встрече с тем же оппонентом Риаскос остался недоволен заменой и не пожал руку главному тренеру Александру Кучеру. На пресс-конференции наставник заявил, что конфликт между ним и Брайаном улажен.
23 января 2025 года перешёл в узбекистанский «Пахтакор», подписав контракт на один год. 4 февраля дебютировал за клуб в матче Лиги чемпионов АФК против катарского «Аль-Гарафа», выйдя на замену вместо Игоря Сергеева на 68-й минуте. 17 февраля забил дебютные голы за «Пахтакор», оформив дубль в матче Лиги чемпионов АФК с катарским «Аль-Саддом».

## Характеристика игрока
Брайан играет роль центрального нападающего, но может сыграть и на других атакующих позицях. Его сильные стороны ― физическая сила и хорошая скорость.